# Viking Prince
Viking Prince (dt. Wikingerprinz) ist eine fiktive Figur im Besitz des US-amerikanischen Verlages DC-Comics sowie der Titel einer Reihe von Comicveröffentlichungen, die der Verlag seit 1956 veröffentlicht, die die fiktiven Abenteuer dieser Figur erzählen.
Der "Wikingerprinz" ist ein zu Hochzeiten der Wikingerkultur in einer fiktiven Version des 10. Jahrhunderts lebender nordischer Krieger und Seefahrer. Die Geschichten der Reihe über seine Erlebnisse vermengen Elemente der von der Geschichtsschreibung überlieferten bzw. der Forschung herausgearbeiteten Lebenswirklichkeit der historischen Wikinger mit frei erfundenen Ereignissen und Motiven und sind im "Schwert und Zauberei"-Genre (sword and sorcery), einem Untergenre der Fantasyliteratur angesiedelt.

## Veröffentlichungen unter dem Viking Prince Titel
Die erste Viking Prince Geschichte erschien im August/September 1955 in der Ausgabe #1 der Serie The Brave and the Bold. Autor dieser Geschichte – und Schöpfer der Figur des Viking Prince – war der Schriftsteller Robert Kanigher. Die visuelle Umsetzung der Geschichte besorgte der Zeichner Joe Kubert, der die Ur-Version des Erscheinungsbildes der Titelfigur und der fiktiven Version der Wikingerzeit, in der die meisten seiner Abenteuer spielen, schuf.
Insgesamt erschienen von 1955 bis 1959 sechsundzwanzig Geschichte der "Viking Prince"-Reihe innerhalb der The Brave and the Bold-Serie.
Nach mehr als zwanzigjähriger Veröffentlichungspause erfuhr die Reihe im Jahr 1982 eine kurzlebige Neuauflage. Zwischen April und Juli 1982 wurde eine vierteilige "Viking Prince"-Geschichte mit dem Titel "Frozen Hell for a Viking" als sogenannte "Back-Up-Feature" im hinteren Teil der Serie Arak, Son of Thunder veröffentlicht. Diese Geschichte wurde erneut von Kanigher verfasst, während Jan Duursema die zeichnerische Umsetzung übernahm.

## Handlung
Der Viking Prince ist ein Wikingerkrieger, der in einer fiktiven Version des Skandinaviens des 10. Jahrhunderts lebt. Er ist, genretypisch, ein versierter Kämpfer mit Schwer, Speer, Streitaxt und ähnlichen Waffen sowie ein erfahrener Seefahrer.
In der ersten Geschichte der Reihe wird der Wikinger an einem skandinavischen Strand, an den er nach einem Kampf angespült worden ist, von Fischern geborgen und aufgepäppelt. Da er zunächst an Gedächtnisschwund leidet geben die Fischer ihm behelfsweise den Namen "Jon". Im weiteren Verlauf der Reihe versucht "Jon" dann das Rätsel seiner wahren Identität zu klären. Sein Hauptwidersacher ist dabei der düstere Krieger Thorvald, der weiß, wer der Wikinger in Wirklichkeit ist und der wiederholt versucht ihm Fallen zu stellen und ihn zu töten, bevor er sein Gedächtnis wiedererlangt oder jemanden trifft, der ihn erkennt.
Spätere Autoren beachteten die Prämisse der Amnesie des Wikingers und der Suche nach seiner wahren Identität, die von einem ihm nachstellenden Gegner behindert wird, indem sie diese Hintergrundgeschichte nicht mehr erwähnten. Andere Autoren machten den Protagonisten sogar zu einem Prinzen im buchstäblichen Sinne des Wortes, indem sie ihn als Sohn des Königs Rikk porträtierten.
Wiederkehrende Elemente der "Viking Prince"-Geschichten sind außer Kämpfen des Wikingers gegen seinen Erzfeind Thorvald gefahrenvolle Fahrten durch die Küstengewässers Nordeuropas und kämpferische Verwicklungen mit anderen Gegnern.
In der Kriegscomicserie Our Army at War wird in den Heften #162 und 163 (Januar und Februar 1966) eine Geschichte erzählt, wie der Wikinger während des Zweiten Weltkriegs zufällig von dem amerikanischen Kriegshelden Sergeant Rock eingefroren in einem Gletscher entdeckt wird. Nachdem er aufgetaut wird, und auf wundersame Weise noch am Leben ist, kämpft er an der Seite von Rock im Zweiten Weltkrieg. Da der Wikinger sich in eine Walküre verliebt hat, sehnt er sich danach, zu sterben, um mit dieser im nordischen Heldenhimmel von Walhalla wiederverein zu werden. Jedoch lastet ein Flucht des Göttervaters Odin – der die Vereinigung des Kriegs mit der Walküre verhindern will – auf ihm, dass er von keiner bekannten Waffe getötet werden kann. Auf diese Weise will Odin es unmöglich machen, dass der Prinz in Walhalla einkehrt. Er wird schließlich durch Plastiksprengstoff, einer Waffe die zu Zeit als Odin ihm seinen magischen Spruch auferlegte noch unbekannt war, getötet.
Seit den 1990er Jahren hat DC Comics verschiedene Geschichten im Rahmen von anderen Reihen veröffentlicht, in denen der Viking Prince mit den Hauptfiguren dieser Serien zusammentrifft, um gemeinsame Abenteuer zu erleben. So trifft der Verbrechensbekämpfer Batman in dem Heft Legends of the Dark Knight #35 (August 1992) einen in der Gegenwart des 20. Jahrhunderts lebenden Nachkommen des Wikingers namens Jon Rikkson, einem Umweltschützer zusammen, wobei abwechselnd mit den Ereignissen in der Gegenwart in Rückblenden ein mythisches Zusammentreffen des Wikingerprinzen mit einer Wikingerversion von Batman erzählt wird.
In der Ausgabe #29 der Serie Birds of Prey (Juli 2001) wird die Superheldin Black Canary ins 12. Jahrhundert versetzt, wo sie mit dem Wikingerprinzen zusammentrifft, der in dieser Version zu den Gründern der Wikingerkolonie in Vinland gehört. Die Superheldin und der Wikinger gehen kurzzeitig eine Beziehung miteinander ein, bevor Canary ins 21. Jahrhundert zurückkehrt.
In der Miniserie Endless Winter aus dem Jahr 2020 tritt der Wikinger als einer von mehreren Helden des 10. Jahrhunderts auf, die gegen den tückischen Tyrannen Frost King kämpfen. Zusammen mit der Amazone Hippolyta, dem mit magischen Kräften erfüllten Balck Adam und der Kreatur Swamp Thing kann er den Frost King aufhalten, wobei er jedoch tödlich verletzt wird, so dass er gemäß der Überlieferung, dass Wikinger, die im Kampf sterben in den heroisch-glücklichen Jenseitsort Walhalla einziehen, nach dort versetzt wird. Nach der Rückkehr des Schurken in der Gegenwart des 20. Jahrhunderts wird die Seele des Wikingerprinzen durch Hippolyta ins Diesseits beschworen, wo sie der Gegenwartsversion des Swamp Things eingepflanzt wird. In der finalen Konfrontation mit dem Frost King besiegt der Wikinger mit einer von ihm kontrollierten gigantischen Version des Swamp Things eine riesenhafte Version des Frost King. Anschließend kehrt er nach Walhalla zurück, um das Dasein jenseitiger Seligkeit weiterzugenießen.
Kurze Auftritte als Nebenfigur hat der Wikinger auch in der Miniserie The War That Time Forgot (2008), dem graphischen Coman The Judas Cpon (2012), in einem heft der Serie The Odyssey of the Amazons sowie, in Form eines kurzen Cameoauftritts, in DC: The New Frontier. Hier liest der Marsianer J'onn J'izz ein Buch, dass die Geschichte erzählt, wie der Wikinger nach einem Kampf an dem Strand einer von Sauriern bewohnten Insel angespült wird.

## Adaptionen in anderen Medien
Der Viking Prince erscheint als eingefrorener Leichnam in der Episode To Another Shore der Zeichentrickserie Justice League Unlimited von 2006.
Die Folge erzählt davon, wie die schurkische Legion of Doom nach der Entdeckung eines tief im nordischen Eis eingefrorenen Wikingerschiffs, auf dem sich der Leichnam des Wikingerprinzen befindet, die sterblichen Überreste des toten Kriegers in ihren Besitz bringen will. Denn die schurkische Legion of Doom hofft durch ein Studium des Toten das Geheimnis der Unverwundbarkeit gegen Waffen zu lüften, die der nordische Göttervater Odin dem Krieger einer Legende zufolge verliehen hat. Sie will diese Macht anschließend für ihre eigenen dunklen Zwecke nutzen können.
Nachdem die Versuche der Superschurken sich des Toten zu bemächtigen von mehreren Helden der Justice League vereitelt werden, richten die Helden ein würdiges Begräbnis für den Toten nach wikingischem Ritus aus, indem sie ihn und sein Schiff mit Hilfe des magischen Rings des Superhelden Green Lantern in die Sonne schicken, um den Toten zugleich durch Verbrennung davor zu bewahren mitsamt seiner sagenhaften Kräfte in Hände mit unredlichen Absichten zu fallen.

## Nachdrucke
- The Viking Prince, 2010. (Nachdruck der "Viking Prince"-Geschichten aus den Heften The Brave and the Bold #1–5 sowie 7–24 und der Hefte Our Army at War #162–163)